# Helicopter (2000)
Helicopter ist ein US-amerikanischer Kurzfilm des Regisseurs Ari Gold aus dem Jahr 2000. Der Film behandelt die Auswirkungen des Helikopter-Absturzes vom 25. Oktober 1991 im kalifornischen Vallejo, bei dem neben dem Piloten Steve Kahn und dem Konzertveranstalter Bill Graham auch Ari Golds Mutter Melissa Gold mit 47 Jahren ums Leben kam.
An der Produktion des Films wirkten auch Ari Golds Geschwister Ethan Gold und Nina Gold mit. Der Kurzfilm wurde auf zahlreichen Festivals weltweit aufgeführt und mit mehreren Preisen ausgezeichnet, darunter der Gold Medal bei den Student Academy Awards 2000.

## Handlung
Der Film beginnt mit Anrufbeantworter-Tonbandaufnahmen von Melissa und Ari Gold, in denen beide jeweils erfolglos versuchen, den anderen zu erreichen. Die Mutter merkt an, dass Ari so klinge, als ob er „seit Wochen nicht gelacht hätte“. In der letzten Aufnahme beklagt die Mutter, die erfolglosen Anrufversuche würden langsam „lächerlich“, denn er sei „nie zuhause“.
Es folgt eine kurze Animation eines durch ein starkes Unwetter fliegenden Hubschraubers, der schließlich mit einem Hochspannungsmast kollidiert und abstürzt. Nachrichtensprecher und Ausschnitte von Zeitungsartikeln verkünden den Tod des Konzertveranstalters Bill Graham und „zweier anderer“ Personen. Zu Ehren von Graham findet eine Woche später im Golden Gate Park das von mehreren hunderttausend Musikfans besuchte Gedenkkonzert „Laughter, Love and Music“ statt, bei dem unter anderem Grateful Dead, Neil Young und Santana auftreten.
Melissa Golds Kinder Ari, Ethan und Nina werden mit einer Limousine zum Konzert gefahren. Bei einem kurzen Stopp springt ein überdrehter Hippie ins Auto, der die drei nicht als Angehörige des Unfallopfers erkennt und stattdessen nur über den „großen“ Bill Graham spricht und ansonsten durch unangemessene Kommentare zum Unfall auffällt. Als er schließlich realisiert, wer die drei Fahrgäste sind, entschuldigt er sich halbherzig und bittet dann noch um einen Backstagepass als „Souvenir“, bevor er das Auto wortlos verlässt.
Es folgen weitere Tonbandaufnahmen, in denen Ari über sein Leben spricht. Er berichtet seiner Mutter von einem Mädchen, in das er unglücklich verliebt ist. Ari erinnert sich daran, dass seine Mutter und Bill zwanzig Jahre gebraucht hätten, um zusammenzukommen und sich währenddessen ständig in andere Ehen gestürzt hätten. Er selbst müsse wohl auch noch sehr viel Zeit mit Warten verbringen.
Später treffen die drei Kinder auf ihren Onkel Charles, der sie nur kurz nach dem „Scheißkonzert“ fragt und ihnen emotionslos die Asche ihrer Mutter in einer Einkaufstüte überreicht, die der „verdammte“ Leichenbeschauer an ihn geschickt hätte. Danach verlässt er sie, er müsse sich nun um seine Kinder kümmern.
Ari, Ethan und Nina müssen den Verlust verarbeiten. Alle drei werden von Alpträumen geplagt. Ari kehrt nach New York an die Filmhochschule zurück. Rastlos wandert er durch die Straßen der Stadt. In den Zeitungen findet er immer wieder Berichte über den Absturz des Hubschraubers, in denen meist nur Bill Graham thematisiert wird. Schließlich entdeckt er in einem Zeitungsartikel auch einen Auszug aus einer privaten Tagebuch-Notiz seiner Mutter, woraufhin er zusammenbricht. Aus dem Stand des Zeitungsverkäufers dringt arabische Musik mit Qawwali-Gesängen. Der Verkäufer fragt Ari, ob es ihm gut ginge. Ari antwortet ihm, dass er mit seiner Mutter immer Qawwali-Musik gehört hätte. Nach einem kurzen Gespräch mit dem arabischen Zeitungsverkäufer beruhigt sich Ari wieder. In der letzten Tonbandaufnahme berichtet Ari seiner Mutter, dass er für einen kurzen Moment den Zeitungsverkäufer in seiner Familie haben wollte. Er erkenne nun aber wieder, dass er eine Familie habe und dass sie wieder lachen könnten. Ari sagt seiner Mutter, dass er sie für einen Augenblick gesehen habe, bevor sie „gegangen“ sei.
Untermalt von Ethan Golds Musikstück „The Cold Glow“ folgt eine Collage von Fotos von Melissa Gold, rückwärtslaufend von den letzten Lebensjahren hin zu ihrer Jugend und frühesten Kindheit.

## Produktion

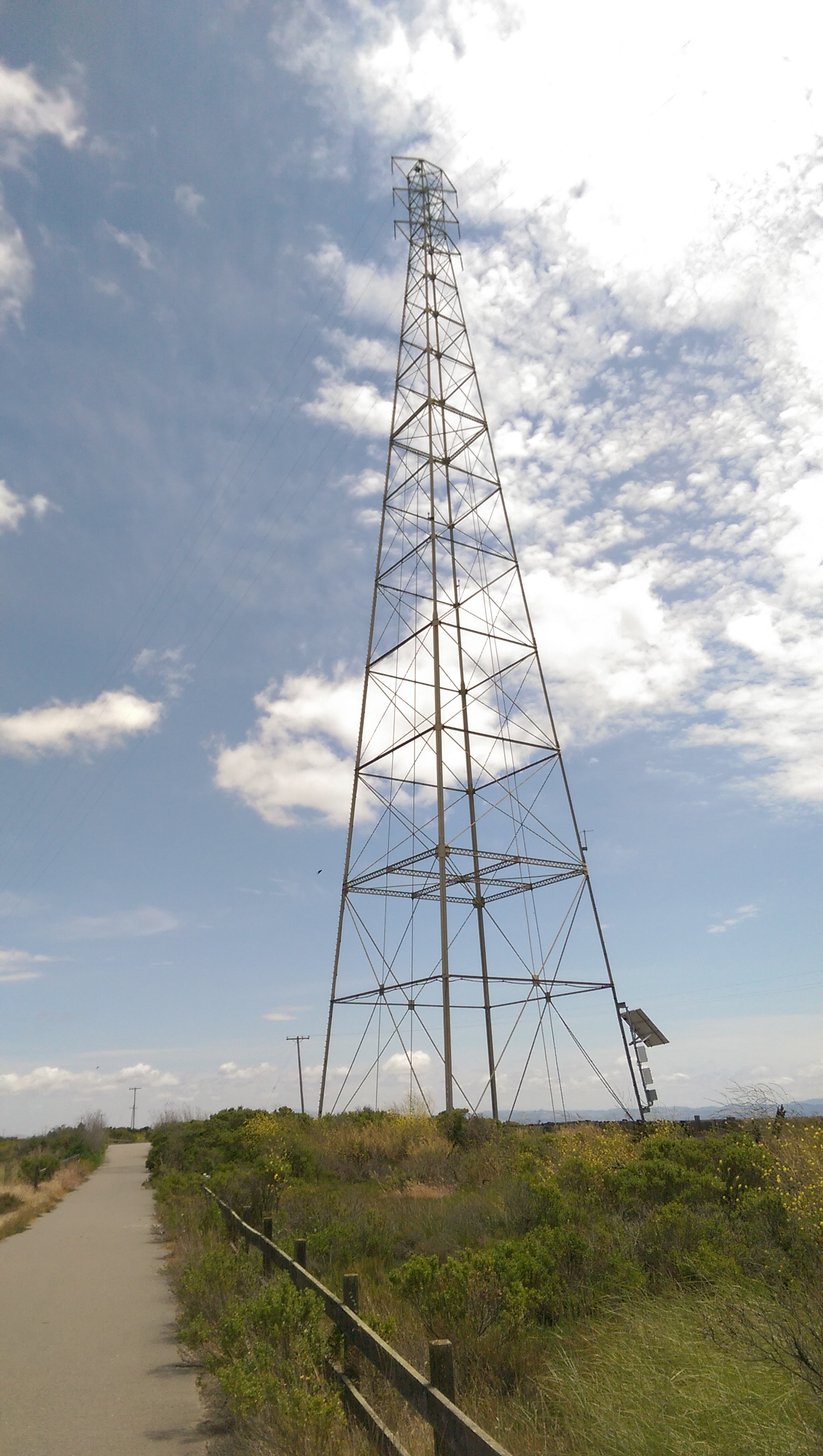
Der wiedererrichtete Hochspannungsmast bei Vallejo

Während seines Studiums an der Filmschule der New York University (NYU) sollte Gold ein Drehbuch für einen 12-minütigen Kurzfilm schreiben. Nachdem er seine erste Story über eine Bar schnell verwarf, beschloss er den Unfalltod seiner Mutter künstlerisch zu verarbeiten. Im Herbst 1997 entstand in einer Nacht ein 18-seitiger Drehbuchentwurf. Gold konnte das ambitionierte Projekt nicht innerhalb der von der Universität vorgeschriebenen Frist fertigstellen und drehte hilfsweise 1999 den 1-minütigen Kurzfilm Culture, den er bei den Student Academy Awards 1999 einreichte, wo er aber nicht über die Vorauswahl hinauskam. Danach wandte Gold sich der Vorproduktion von Helicopter zu. Sein Regieprofessor an der NYU lehnte das Projekt jedoch ab, da er im Drehbuch „keinen echten Film“ sah. Gold verließ danach die NYU. In der Professorin Carol Dysinger fand er zuvor jedoch noch eine Unterstützerin für das Projekt.
Zur Filmfinanzierung nutzte Gold das Geld aus der Lebensversicherung seiner Mutter, das er ohnehin nicht behalten wollte. Es zur Finanzierung eines Films über seine Mutter zu nutzen, schien ihm ein „angemesser Weg“, um es schnell auszugeben.
Zunächst plante Gold, dass die drei Rollen der Geschwister von ihnen selbst übernommen werden sollten. Seine Schwester Nina Gold stimmte dem Vorschlag zu, aber sein Bruder Ethan erklärte sich nur bereit, den Soundtrack zu komponieren. Er befürchte, dass die schauspielerische Darstellung der bereits durchlebten Ereignisse seine eigene Auseinandersetzung mit der Trauer über den Verlust der Mutter zu weit zurückgeworfen hätte. So beschloss Ari Gold, alle drei Rollen mit Schauspielern zu besetzen. Seine Schwester und er übernahmen nun Sprechrollen im Film. Nina Gold sprach die Anrufbeantworter-Aufnahmen ihrer Mutter ein und Ari Gold fungierte als Erzähler und sprach seine eigene Anrufbeantworter-Aufnahmen ein. Gold engagierte zwei Freunde und eine Schauspielstudentin für die Rollen der drei Geschwister. Garry Goodrow hat einen Auftritt als überdrehter Speed Hippie.
Die Szenen während des Konzertes wurden zum Teil mit Archivmaterial visualisiert und zum Teil mit Spielzeugautos und -Figuren animiert. Für den Flug des Helikopters durch das Unwetter und die Kollision mit dem Hochspannungsmast ließ Gold vom Visual-Effects-Künstler Carl Huebner schwarz-weiße Animationssequenzen erstellen.

## Veröffentlichung
Helicopter wurde weltweit bei über 100 Filmfestivals aufgeführt, darunter dem SXSW 2001, Sundance Film Festival 2001, Athens International Film Festival 2001, San Francisco Film Festival 2001, Torino Film Festival 2001, Woodstock Film Festival 2001 und dem International Film Festival Rotterdam 2002.
Im Oktober 2011 veröffentlichte Gold den Film auf YouTube. Im Februar 2012 folgte die Veröffentlichung über die Videoplattform Vimeo.

## Rezeption
Der Film erhielt überwiegend gute Kritiken und wurde mit mehreren Preisen ausgezeichnet.
Die Kritiker von Film Threat bezeichneten Golds Kurzfilm als „besten Kurzfilm des Jahres“, der eine starke emotionale Wirkung auf das Publikum entfalte. Er sei „hypnotisch“ und „mutig“. Obwohl er sich mit den Folgen eines Todesfalls beschäftige, sei er letztlich eine Geschichte über die Liebe.
Rob Munday nannte den Film in seiner Kritik für shortoftheweek.com im Februar 2016 eine Geschichte voller „roher Gefühle und überraschender Wärme“, die auch 16 Jahre nach ihrer Veröffentlichung nichts von ihrer Wirkung eingebüßt habe.

## Auszeichnungen
- 2000: Student Academy Awards – Auszeichnung mit der Gold Medal
- 2001: SXSW Film Festival 2001 – Auszeichnung in der Kategorie Best Narrative Short[9]
- 2001: USA Film Festival – Auszeichnung mit dem 1. Platz in der Kategorie Experimental
- 2001: Woodstock Film Festival – Auszeichnung mit dem Jurypreis in der Kategorie Best Student Film[10]